# Garfield (Comic)

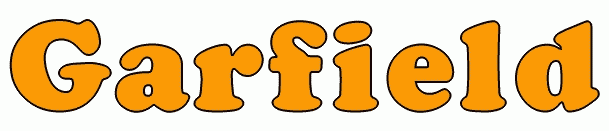
Logo

Garfield ist der Name eines seit 1978 erscheinenden Comic-Strips von Jim Davis mit Kater Garfield, Hund Odie und deren sozial unbeholfenem Besitzer Jon Arbuckle in den Hauptrollen. Der Erfolg von Garfield liegt einerseits in der Parodie auf das Verhältnis Halter/Haustier, andererseits in den allzu menschlichen Problemen des Katers, wie zum Beispiel Diäten, Montage oder Langeweile. Die hauptsächliche Komik der Comics beruht auf dem ausgeprägt zynischen Umgang mit diesen Problemen. Außer in den Sonntagscomics beschränken sich die Strips – mit ganz wenigen Ausnahmen – immer auf 3 Bilder. Garfield erschien erstmals in den USA und erfreut sich heute weltweit großer Popularität. Im deutschsprachigen Raum sind die Strips gesammelt erstmals 1984 im Krüger-Verlag erschienen; eine Neuauflage gibt es seit 2007 bei Egmont Ehapa.
Am 6. August 2019 gab das in New York City ansässige Unternehmen ViacomCBS, die Übernahme von Paws, Inc. bekannt, einschließlich der Rechte am Garfield-Franchise (Comics, Merchandise und Filme). Jim Davis wird weiterhin Comics machen, und für die ViacomCBS-Tochter Nickelodeon wird eine neue Garfield-Zeichentrickserie produziert (Stand 2019).

## Figuren

### Hauptfiguren

#### Garfield
Garfield ist die Hauptfigur. Er ist ein fetter, fauler, oft sarkastischer Kater (O-Ton: „frech, fett, faul und filosofisch“), der gerne frisst und schläft. Sein Geburtstag ist der 19. Juni 1978 (an diesem Tag erschien der erste Garfield-Strip). Geboren wurde er in Mama Leoni’s Italian Restaurant mit einem stolzen Gewicht von fünf Pfund und sechs Unzen (knapp 2,5 kg).
Garfield hat orangefarbenes Fell mit charakteristischen schwarzen Streifen auf dem Rücken. Sein Besitzer Jon gibt Garfields Rasse in dessen Anwesenheit meist als exotic shorthair, red-tabby, eine rot-getigerte exotische Kurzhaarkatze, oder ähnliches an. Genau genommen ist Garfield jedoch ein einfacher Tiger, ein „orangefarbener Speckkloß mit Streifen“, wie Jon einmal am Telefon der Tierärztin gesteht. Garfields Leibgericht ist Lasagne, dabei spielt wohl auch eine Rolle, dass er in jenem italienischen Restaurant, in dem er das Licht der Welt erblickte, sofort alle in der Nähe befindliche Lasagne verspeiste. Daneben frisst er häufig Jons Farne und fraß gerade in seinen ersten Jahren oft Hühnchen, bis ihm Jon im Dezember 1980 das Essen ganzer Hühnchen aufgrund der kleinen Knochen, an denen er ersticken könnte, verbot.
Ist Garfield gerade nicht mit Fressen oder Schlafen beschäftigt (O-Ton: „Es muss doch im Leben etwas anderes geben außer Fressen und Schlafen – ich hoffe aber nicht.“), vertreibt er sich die Zeit meist mit Fernsehen oder der Zerstörung verschiedenster Einrichtungsgegenstände sowie vergleichbaren destruktiven Tätigkeiten.
Garfield mag die Mäuse im Haus als Gesprächskameraden, weigert sich zu Jons Leidwesen aber, sie zu jagen. Auch mit Spinnen spricht er öfter, pflegt sie jedoch im Normalfall unter Verwendung diverser Gegenstände, hauptsächlich Zeitungen, zu töten. Garfield schätzt es nicht besonders, auf sein Gewicht oder sein Alter aufmerksam gemacht zu werden, und schon gar nicht auf seinen Geburtstag, auch wenn er dieses Ereignis aufgrund der ihm dann zukommenden Aufmerksamkeit eigentlich recht schätzt. An normalen Montagen stößt Garfield mit beängstigender Regelmäßigkeit etwas zu, die Spanne der Montags-Ereignisse reicht von kleinen Demütigungen bis hin zu beinahe absurden Geschehnissen, wie beispielsweise einer Tretmine im Fressnapf, weshalb Garfield den Wochenanfang verabscheut (O-Ton: „Ich hasse Montage!“). Weihnachten jedoch kann für ihn nicht schnell genug kommen.
Garfields Mimik und Gestik entsprechen der eines Menschen. Mit dem Leser kommuniziert er in Form von Gedankenblasen, die auch von anderen Tieren (selten sogar Pflanzen) verstanden werden können. Menschen verstehen Garfield nicht. Ob Jon Garfield wortwörtlich versteht oder ob er seinen Kater so versteht, wie ein langjähriger Besitzer sein Haustier eben „versteht“, ist offen und wird in der Serie unterschiedlich gehandhabt: Während in neueren Strips Jon Garfield nicht zu verstehen scheint, konnte er in früheren Strips durchaus die Gedanken seines Katers wahrnehmen. Die meisten Szenen sind jedoch zweideutig gehalten.
Im Laufe der Zeit lernte Garfield schreiben. Während er dies in frühen Folgen noch nicht beherrscht, zeigt er sich später fähig zu tippen, was zuerst nur aus wenigen Benutzungen der Schreibmaschine, in neuen Comics aber sehr oft aus der Verwendung des Computers hervorgeht. Auch anderes Equipment entwickelt sich weiter. Druckte früher die Waage nur Zettel aus, piepst sie heute digital vor sich hin oder spricht sogar. Teilweise werden aktuelle technische Entwicklungen (z. B. Handy, Navi, Anrufbeantworter, Internet) ironisch eingeführt, was dank Jons mangelndem technischen Knowhow zu vielen chaotischen Situationen führt.
Im Verlauf der Comic-Strips entwickelten sich Garfields äußere Erscheinung und sein Verhalten. Ganz zu Anfang wurde Garfield als extrem fettleibig gezeichnet, mit schwabbeligen Wangen und kleinen, runden Augen. Später wurde er etwas abgespeckt und seine Augen wurden größer. Anfangs bewegte Garfield sich auf allen vieren. Seine Vorderpfoten setzte er jedoch schon immer wie menschliche Hände ein. Mit der Zeit fing er an, auf seinen Hinterbeinen zu stehen und zu gehen, was seiner Erscheinung ein stark menschlich geprägtes Bild einbrachte. Einige typisch katzenartige Körperhaltungen hat er jedoch immer beibehalten, wie z. B. das Sitzen mit angezogenen Hinterbeinen und ausgestreckten Vorderbeinen. Ab etwa 1983 war Garfields heutiges Erscheinungsbild weitestgehend eingeführt.

#### Odie
Odie ist ein an sich liebenswerter Hund mit beschränkten geistigen Fähigkeiten, auch wenn er in seltenen Fällen eine außerordentliche Intelligenz beweist. Im Normalzustand hängt Odies anormal große Zunge sabbernd aus seinem Mund. Wohin sie verschwindet, wenn Odie ausnahmsweise einmal nicht hechelt, ist für Garfield eines der größten Geheimnisse der Welt. Odie ist der einzige Mitbewohner Garfields, der so gut wie niemals spricht, von einem Traum Garfields mal abgesehen. In früheren Comic-Strips kam es jedoch dreimal vor, dass auch Odie in Gedankenblasen „sprach“. In einem neueren Strip flüstert Odie Garfield etwas ins Ohr, das Garfield dann dem Leser mitteilt.
Garfield stößt Odie gerne vom Tisch oder ärgert, demütigt, beleidigt, behandelt ihn sonst wie „unhöflich“ oder legt ihn herein. Auch wenn es nicht den Anschein hat, mag Garfield seinen tierischen Mitbewohner doch recht gern. Odie gehörte früher Lyman, der ihn eines Tages zu Jon mitbrachte. Seit Lyman erklärungslos aus der Serie verschwunden ist, gehört Odie Jon. Odies Lieblingsspielzeug ist ein kleiner Ball, der klingelt, sobald er bewegt wird (Dingle-Ball). Auf der Jagd nach dem Ball ist Odie durch beinahe nichts aufzuhalten. Odies Geburtstag ist der 8. August (erstes Erscheinen im Comicstrip).

#### Jonathan Q. „Jon“ Arbuckle
Der Besitzer von Garfield und Odie ist ein Außenseiter, der häufig unter Langeweile leidet und weder beruflichen Erfolg noch Glück bei den Frauen hat, zumindest für viele Jahre nicht. Das liegt unter anderem an seiner schrillen Kleidung, seiner Tollpatschigkeit, seiner Zuneigung zum Akkordeon und zur Polka-Musik. Weiterhin geradezu legendär sind seine schlechten Kochkünste. Seine Versuche, cool zu sein oder die Damen in irgendeiner Form zu beeindrucken, scheitern stets kläglich. Von Beruf ist Jon Arbuckle Cartoonzeichner und Hauptgesprächspartner von Garfield. Seine große Liebe ist Liz (in früheren deutschen Übersetzungen Bea), die Tierärztin von Garfield und Odie. Nach jahrelangem vergeblichem Werben ist er seit Juli 2006 mit ihr zusammen, woran er sich selbst noch am meisten gewöhnen muss. Jons Geburtstag ist der 28. Juli.

### Nebenfiguren
- Arlene: Arlene ist eine pinkfarbene Straßenkatze aus der Nachbarschaft mit langem Hals und einer Zahnlücke, die Garfield erstmals im Strip vom 17. Dezember 1980 traf.[12] Mit ihr turtelt Garfield ab und zu herum. Einer richtigen Beziehung steht jedoch im Wege, dass Garfield zum einen mehr in sich selbst als in irgendjemand anders verliebt ist und außerdem in etwa so romantisch ist wie ein Stein.
- Nermal: Ein niedliches, grau-schwarz gestreiftes Kätzchen, das Garfield gerne mit seinem Alter und seiner Figur konfrontiert. Deshalb hasst Garfield es, von allen anderen wird es jedoch geliebt. Nermal wird deswegen, aber auch wegen seiner außergewöhnlich sarkastischen Ader, die mit der Garfields problemlos mithalten kann, und seinem Rasiermessercharme von Garfield des Öfteren per Paketpost nach Abu Dhabi, Feuerland, Timbuktu oder sonstige, weit entfernte Orte verschickt. Nermal gehörte im ersten Strip, in dem er September 1979 auftrat, Jons Eltern.[13] Danach wurde er zu einer Nachbarskatze.
- Pooky: Garfields Teddybär, den er gerne knuddelt und der früher mal Jon gehörte. Garfield fand ihn in einer Kommode am 23. Oktober 1978.[14] Im Januar 1983 verlor Pooky kurze Zeit seinen Arm, er wurde aber wieder angenäht. Pooky kann nicht denken und sich auch nicht bewegen, Garfield tut jedoch oft so, als ob Pooky dies könnte.
- Stretch: Stretch ist ein Gummigockel, den Garfield zu seinem sechsten Geburtstag am 19. Juni 1984 von Jon geschenkt bekam.[15] Er taucht in allen Strips vom 19.–23. Juni 1984 und in allen Strips vom 3.–8. September 1984 auf, kommt später aber nur noch selten vor. Sein letztes Auftreten datiert vom 7. Juni 1998.[16] In der deutschen Übersetzung wird er meist „Schnippi“ genannt.
- Dad: Jons Vater, der die Familienfarm leitet. Ein bodenständiger, waschechter Farmer, der in seltenen Fällen zu einer gewissen Naivität neigt. Jon und Garfield besuchen ihn und Mom ab und zu auf der Farm. Einmal kommen die zwei auch für einige Tage zu Jon zu Besuch, was allerdings im Fiasko endet: Dad macht im Badezimmer den Wasserhahn kaputt, will früh aufstehen, nachts melken usw.
- Mom: Jons Mutter, deren gesamter Tagesinhalt darin zu bestehen scheint, eine monumentale Auswahl verschiedenster Gerichte zuzubereiten, weshalb sie von Garfield besonders geliebt wird. So beherrscht sie zum Beispiel die Zubereitung vielerlei verschiedener Speisen (insbesondere solche auf Kartoffelbasis), die ausgezeichnet schmecken. Mom häkelt auch alle möglichen Sachen. Garfield mag die Pullover, die sie ihm jedes Jahr zu Weihnachten häkelt, überhaupt nicht, da an ihnen stets irgendetwas faul ist, was Jons Mutter natürlich nicht mit Absicht, jedoch mit „legendärer“ Regelmäßigkeit tut. Ihr Lieblingsausspruch lautet: „Iss, Bub, iss!“, was auf Garfield natürlich besonders wirkt. Garfield hegt wechselhafte Gefühle ihr gegenüber: Einerseits genießt er die riesigen Mengen an Essen, die sie kocht, andererseits verachtet er beispielsweise die erwähnten Pullover.
- Doc Boy: Jons jüngerer Bruder, der ein noch größerer Verlierer und Langweiler als Jon ist und noch auf der Farm seiner Eltern wohnt. Er sieht fast so aus wie Dad, bis darauf, dass er drei Haare mehr am Kopf hat. Doc Boy mag es nicht, wenn er „Doc Boy“ genannt wird.
- Lyman: ist ein Freund von Jon, der eine Weile bei ihm wohnte. Außerdem ist er der eigentliche Besitzer von Odie. Anfang der 1980er Jahre ist Lyman spurlos aus den Geschichten verschwunden, ohne dass irgendwo erwähnt wurde, wohin oder aus welchem Grund. In der Hörspielserie verreiste er und tauchte dann nie mehr auf. Jim Davis sagte dazu, dass er für Lyman einfach zu wenig Einsatzmöglichkeiten gehabt habe, weshalb die Figur langsam verschwand. Am 2. April 2013 und am 23. Juni 2024 tauchte er auf einem Foto in einer Zeitung auf, die Jon liest.
- Dr. Liz Wilson (in der deutschen Fassung anfänglich eine ganze Weile lang Bea): Garfields Tierärztin und Angebetete von Jon. Garfield hasst es, zum Tierarzt zu gehen, aber Jon schleift ihn regelmäßig und nicht selten unter fadenscheinigen Vorwänden dorthin, in der Hoffnung, sich mit Liz verabreden zu können. Ab und zu gelingt es ihm, aber die Verabredungen enden alle in einer Katastrophe. Manchmal hilft Garfield dabei ein wenig nach. Der erste Kuss zwischen Liz und Jon fand am 19. Dezember 1981 statt.[17] Am 26. Juli 2006 gesteht Liz Jon, dass sie ihn mag[18] und am 28. Juli 2006 küssen sich die beiden erneut.[19]
- Binky, der Clown: Er ist ein Fernsehclown, der Garfield durch seine schrille Stimme („Haaaallo Kinder!“) und penetrante Art stets an den Rand der Weißglut bringt. Seinen ersten Auftritt hatte er 1985 im Garfield Halloween Special. Während er in den Comics praktisch nie zu sehen und nur selten aus dem TV zu 'hören' ist, kam er in der Fernsehserie Garfield und seine Freunde zu regelmäßigen Auftritten und hatte dort zeitweise sogar seinen eigenen Sketch, Gelächter mit Binky. In den Comics jedoch sind Garfield und vor allem Jon Fans von Binky. Jon besitzt auch einen Binky-der-Clown-Becher und Binky-der-Clown-Socken.
- Der Postbote: Er ist Garfields Kauspielzeug. In der Fernsehserie erhielt er den Namen Herman Post.
- Irma: Besitzerin und einzige Bedienung von Irma's Diner, einem Lokal, in dem Jon und Garfield gelegentlich essen. Das Essen und die Bedienung in diesem Etablissement sowie der Geisteszustand von Irma sind sehr fragwürdig. Ihr Laden hat das ganze Jahr über 24 Stunden am Tag geöffnet, wodurch sie stets übermüdet ist und gelegentlich beim Bedienen einschläft. Sie ist außerdem sehr tollpatschig.
- Xan: Xan ist der Besitzer des Coffeeshops Xans Cafe Caffeine, das Garfield und Jon in neueren Strips häufig besuchen. Er macht sich mit Vorliebe indirekt über Jon lustig.
- Erwin Ehrlich (engl. Honest Harry): Er ist ein Verkäufer, der Jon immer wieder betrügt. Sein Büro ist in einem Wohnmobil mit laufendem Motor. Erwin tritt unter anderem als Christbaumverkäufer, Gebrauchtwagenhändler oder Kühlschrankvertreter auf. Einzig Garfield und Odie durchschauen seine Betrügereien. In der Fernsehserie tritt er unter dem Namen Al G. Swindler auf.
- Ellen: Jon versucht ständig, sie per Telefon zu einem Rendezvous zu überreden, was sie jedoch vehement ablehnt. Im Juli 2006 erschien sie zum ersten Mal in einem Comicstrip bei einem Restaurantbesuch mit Jon, nachdem sie nach einem Unfall unter Amnesie litt.
- Hulda & Hubert (engl. Reba & Hubert): Ein älteres Ehepaar und Jons Nachbarn. Sie halten Jon, hauptsächlich wegen Garfields Marotten, für verrückt und wollen deshalb regelmäßig umziehen und die Psychiatrie anrufen. Außerdem haben sie auch noch einen kleinen Hund, der Garfield in einer Stripreihe – als er durch hohes Gras geht – in den Schwanz beißt. Reba wird im Deutschen auch manchmal Erna genannt.
- Mrs. Feeny: Eine Nachbarin von Jon, die ständiges Ziel von Garfields Streichen ist. Normalerweise sind es ihre Blumenbeete oder ihr kleiner Chihuahua, die Opfer von Garfields Zerstörungsorgien werden, weswegen sie sich immer wieder telefonisch oder schriftlich bei Jon beschwert. Mrs. Feenys Ehemann war ebenfalls schon Garfields Streichen ausgesetzt. Familie Feeny war jedoch noch nie in einem Comic-Strip zu sehen.
- Waage: Jon besitzt eine sprechende Waage, die es liebt, Garfield wegen seines Gewichts zu piesacken. Fraglich jedoch, ob es sich immer um dasselbe Gerät handelt, da sie aus vorgenanntem Grund von Garfield regelmäßig zerstört wird. In den früheren Comics konnte die Waage noch nicht sprechen, sondern druckte Zettel aus.
- Bäume: Sie versuchen Garfield ständig dazu zu bringen, auf sie zu klettern. Normalerweise dadurch, dass sie ihm Dinge versprechen, die ihn oben erwarten (neue Äste, eine tolle Aussicht oder sogar eine Cappuccino-Maschine). Garfield weiß, dass er nicht alleine wieder herunterkommt, klettert aber in der Regel trotzdem auf den Baum, von dem er dann irgendwann gerettet wird oder aus verschiedenen Gründen herunterfällt.
- Spinnen: Garfield hasst Spinnen. Sie sind immer wiederkehrende Figuren in den Comics und werden von ihm am Ende stets mit einer Zeitung oder anderen Gegenständen erschlagen. Eine besonders hartnäckige und wehrhafte Spinne heißt Frank.
- Mäuse: Die Mäuse, die im Haus von Jon wohnen, werden von Garfield unbehelligt gelassen, da Garfield zum einen Mäuse in lebendigem Zustand mag, sie zum anderen als Nahrung nicht ausstehen kann. Einige von ihnen haben Namen wie Squeak, Fat Eddie, Herman Vermin oder Floyd.
- Die Schnecke: Sie lebt in Jons Garten und ist eine gute Freundin und Gesprächspartnerin von Garfield.
- Farne und Blumen: Ab und an bringt Jon einen Farn mit nach Hause, der von Garfield immer wieder gefressen wird. Auch diverse Blumen sind Opfer von Garfields Zerstörungsattacken, mit Vorliebe die Blumen aus Mrs. Feenys preisgekröntem Garten und Blumensträuße, die Jon für Liz kauft.
- Onkel Roy: Onkel Roy ist der Hauptakteur einer gleichnamigen Kindersendung, die sich Garfield in früheren Strips häufiger ansieht. Sein größter Konkurrent ist Binky, der Clown.
- Garfields Mutter Sonja: Sie lebt in der Pizzeria, in der Garfield geboren wurde. Garfield sieht sie kaum. Es gibt auch noch einen Großvater Garfields,[20] den er aber auch kaum sieht. Er verlangt in ein paar Strips, dass Garfield Mäuse fressen solle.
- Ente: Als Garfield eines Tages mal wieder in Jons Blumenbeet herumtollt, trifft er eine Ente und will sie fressen; als er dann springt, fliegt die Ente auf, und Garfield hängt an ihren Füßen. Dann gab es eine kleine Stripreihe, in der von Garfields Begegnung mit der Ente erzählt wird. Danach kommt die Ente jedoch nie mehr vor.
- Vögel: Garfield versucht ständig die Vögel in Jons Garten zu verspeisen und entwickelt dabei auch eine gewisse Fantasie (z. B. Bärenfallen, Hühnerbrühe im Vogelbad, die Warnung vor einem nahenden Kater oder den Vorschlag sich in Garfields Mund zu verstecken). Meist sind die Vögel jedoch zu intelligent für Garfields Fangversuche. Manchmal frisst er sie auch, wenn sie ihn beleidigen oder ihm einfach auf den Geist gehen.
- Goldfische: Jon kauft sich gelegentlich einen Goldfisch, welcher jedoch (fast immer) in Garfields Magen landet. Häufig lauert er auch vor dem Glas oder versucht ihn mit einem Köder zu erwischen. Einmal gibt Garfield zu, dass er Fische nicht mag, es aber ein alter Katzentrieb sei, den er nicht ignorieren kann oder will.
- Der Kettenhund: in den neueren Strips ein häufiger Gesprächspartner von Garfield. Die beiden mögen sich eigentlich ganz gern (obwohl Garfield genauestens darauf achtet, außerhalb der Reichweite des angeketteten Hundes zu bleiben). Manchmal wird der Hund vertreten durch einen kleineren Hund, einmal sogar durch eine Schlange. Das Aussehen des Kettenhundes wechselte ziemlich häufig. In früheren Strips ähnelte er einer Bulldogge, in späteren Strips ist er ein großer, zotteliger Mischling. Dieses Aussehen hat er bis heute beibehalten.
- Der Weihnachtsmann: Der Weihnachtsmann (engl. Santa Claus) tritt immer um die Weihnachtszeit in den Comicstrips auf. Entweder tritt er persönlich in Erscheinung oder als Double in Kaufhäusern. Garfield bemüht sich immer wieder dem Weihnachtsmann zu gefallen, unter anderem bringt er Landelichter auf dem Dach von Jons Haus an, stellt ihm, anstelle von Milch und Plätzchen, eine Kanne Kaffee und ein Steak unter den Weihnachtsbaum oder ölt den Kamin, damit er beim Rutschen nicht steckenbleibt. Ein weiterer Running-Gag der Serie ist, dass Garfield (manchmal auch Odie und Jon) versucht, in der Weihnachtsnacht so lange wach zu bleiben, um den Weihnachtsmann zu sehen. Allerdings schläft er dabei immer wieder ein. Daraufhin deckt ihn der Weihnachtsmann zu oder drückt ihm eine Zuckerstange in die Pfoten. Obwohl Garfield vor dem echten Weihnachtsmann Respekt hat, spielt er dem Kaufhaus-Weihnachtsmann oft Streiche und verhaut mit Freuden die verkleideten Elfendarsteller.
- Die Grille: Sie wollte Garfields Gewissen werden, ist aber gescheitert.

## Merchandising

### Hörspiele
In den 1980er Jahren wurden von der Plattenfirma Ariola Garfield-Hörspiele produziert. Garfield wurde hier von Hape Kerkeling gesprochen.

### Zeichentrick
Seit 1983 wurden für das Fernsehen Zeichentrickfilme produziert, die zuerst auf CBS liefen, und von denen vier Emmy Awards gewannen. Später wurde die Zeichentrickserie Garfield und seine Freunde produziert. 2008 folgte die Serie The Garfield Show. Eine neue Serie befindet sich derzeit bei Nickelodeon in der Entwicklung, nachdem die Rechte von der Muttergesellschaft von Nickelodeon, ViacomCBS, erworben wurden.

### Musik
Im Jahre 1995 erschienen drei Maxi-CDs (Cool Cat, Cool Cat Remix und Party of Love) sowie das dazugehörige Album Keep Cool, Cat. Cool Cat konnte sich 15 Wochen in den deutschen Charts behaupten und erreichte als Höchstplatzierung Platz 28. Bei der Musikrichtung handelt es sich um Eurodance, Sängerin ist Rachel Wallace.
Die Idee für Garfields Ausflug in die Rave-Szene stammte von seinem Schöpfer, dem amerikanischen Cartoon-Zeichner Jim Davis. Er meldete sich bei jenem Münchner Produzententeam, das 1991 bereits die Comic-Ente Daffy Duck mit Partyzone musikalisch in Szene setzte, und bestellte einen Hit für Garfield.

### Filme
Im Jahr 2004 produzierte 20th Century Fox die Realverfilmung Garfield – Der Film mit Breckin Meyer und Jennifer Love Hewitt in den Hauptrollen; Regie führte Peter Hewitt. In der deutschen Fassung wird Garfield von Thomas Gottschalk gesprochen.
Am 6. August 2006 erschien die Fortsetzung Garfield 2. In der deutschen Fassung wurde Garfield diesmal von Oliver Kalkofe synchronisiert. Der zweite Film ging bei den Kritikern unter, vor allem, weil fast alles vom ersten Film erneut verwendet wurde.
Der dritte Film Garfield – Fett im Leben war eine Direct-to-DVD-Produktion und erschien in den USA am 1. Oktober 2007, in Deutschland am 3. März 2008. Im Gegensatz zu den ersten beiden Teilen ist er ein vollständiger Animationsfilm. 2008 und 2009 wurde je ein weiterer Film produziert.
2024 ist ein weiterer Animationsfilm, diesmal von Sony Pictures in die Kinos gekommen: Garfield – Eine extra Portion Abenteuer – die Verfilmung steht nicht in Verbindung mit den bisherigen Verfilmungen. Die Original-Besetzung wartet mit hochkarätigen Stars auf, u. a. Chris Pratt spricht Garfield. Seine deutsche Stimme leiht ihm Hape Kerkeling.

### Computerprogramme
1986 brachte das US-Studio mit Create with Garfield ein Programm für die Heimcomputer Apple II und Commodore 64 auf den Markt, mit dem man Garfield-Comics erstellen und ausdrucken konnte. Unter dem Namen Garfield: Big, Fat, Hairy Deal erschien 1987 ein Action-Adventure für C64, Spectrum und Atari ST. Unter dem Titel Garfield – Attack of the Mutant Lasagna veröffentlichte 2004 ein anonymer Fan ein Adventure-Spiel, das mit dem Programm Adventure Game Studio produziert wurde.

### Alltagsgegenstände
Wie bei vielen bekannten Comic-Figuren wurden auch Alltagsgegenstände wie Kugelschreiber, Armbanduhren, Schulmappen, Telefone usw. mit einem Aufdruck von Garfield versehen oder in Form der Comic-Figur hergestellt. In der Bretagne im Strandabschnitt zwischen Plouarzel und Ploumoguer wurden seit den 1980er-Jahren schnurgebundene Telefone im Garfield-Look jährlich zu Hunderten am Strand angespült, ohne dass bekannt war, woher sie kamen. Die Telefone galten in dieser Gegend Frankreichs als Synonym für Plastikmüll in den Ozeanen. Erst im März 2019 wurde in einer schlecht zugänglichen Meereshöhle in der Nähe ein verlorener Schiffscontainer entdeckt, aus dem bei Flut jeweils dutzende Garfield-Telefone herausgespült wurden.

## Running Gags
- Garfield erwähnt in den Comicstrips immer wieder, dass er Montage hasst. Dabei verhält sich der Montag oft wie eine Person, indem er Garfield z. B. von außerhalb des Strips mit Torten bewirft, oft nachdem Garfield eine Bemerkung über den Montag gemacht hat.[25] Nur ein einziges Mal, noch zu Anfang der Serie, sagt Garfield, dass er Montage liebe, weil er nicht zur Arbeit muss.[26]
- Garfields nächtliche Konzerte (Katzengejammer) enden oft damit, dass er beworfen wird und sich dennoch beim Publikum bedankt.
- Odie wird häufig durch Garfield vom Tisch gerammt, gestoßen oder getreten.
- Garfield kommentiert des Öfteren das fiktive Fernsehprogramm. Hierbei kann er es loben, sich beschweren, sich lustig machen etc.
- Nermal wird regelmäßig von Garfield in ein Postpaket gepackt, welches dann mit Abu Dhabi, Yukon oder ähnlichen fernen Orten adressiert wird.
- Der Postbote erfährt manches Leid und wird sehr oft mit Fallen oder Angriffen Garfields von seiner Arbeit abgehalten.
- Spinnen werden von Garfield in allerlei Formen getötet, z. B. plattgewalzt, ertränkt etc.
- Die Fische in Jons Aquarium werden meistens von Garfield gefressen.
- Jon versuchte, bevor er mit Liz zusammenkam, verzweifelt per Telefon eine Verabredung zu bekommen, wurde aber meistens von den Frauen gehasst und somit beleidigend abgelehnt. Dies wurde oft von Garfield kommentiert.
- Garfield hat eine starke Vorliebe für Lasagne. Allein der Geruch kann ihn alles andere vergessen lassen.
- Garfield versucht in der Weihnachtsnacht immer so lange wachzubleiben, um den Weihnachtsmann zu sehen, schläft dabei aber oft ein.
- Garfield erleichtert Jon regelmäßig um sein Essen.
- Wenn sich Jon und Garfield um den letzten Keks oder den letzten Donut streiten, geht Jon immer leer aus.
- Garfield fallen oft seine schwarzen Querstreifen ab, z. B. durch Wasser, Föhnen etc.
- Vor seinem Geburtstag wird Garfield regelmäßig von Geburtstagsalbträumen heimgesucht, oft in Form von sprechenden Gegenständen.

## Auszeichnungen
Davis erhielt für den Comic mehrere Auszeichnungen, darunter den Elzie Segar Award und den Reuben Award.

## Sonstiges
- Die Garfield-Strips wurden anfänglich in 40 Zeitungen und Zeitschriften gedruckt, deren Zahl bis 2006 schon auf weltweit 2570 gewachsen war. Damit hält Garfield einen Guinness-Weltrekord.
- Wie viele andere Comic-Strips wird Garfield nicht ausschließlich von seinem Schöpfer gezeichnet, sondern von mehreren Zeichnern in der von Jim Davis gegründeten Paws, Inc. Jim Davis signiert zumeist die Strips, bevor sie abgedruckt werden.
- Seit dem 7. Juni 1999 wird Garfield in Zeitungen und Zeitschriften in Farbe gedruckt.
- Benannt wurde die Comicfigur nach dem Großvater von Jim Davis, James Garfield Davis, der diesen Namen zu Ehren des 20. US-amerikanischen Präsidenten James A. Garfield erhalten hatte.
- Im Jahre 2004 warb die PKW-Marke KIA anlässlich des Filmstarts in den Kinos mit Garfield.[27] Drei Fahrzeuge wurden im Rahmen einer Promotion entsprechend gestaltet und verlost.
- Anfang der 2000er Jahre bis zum Oktober 2013 konnte der aktuelle Garfield-Comic auf Englisch per Mailabo von U-Comics bezogen werden. Dieser Dienst wurde eingestellt und durch eine Daily Garfield-Smartphone-App ersetzt.